# Piszczanka (Międzyrzec Podlaski)
Piszczanka – północna dzielnica Międzyrzeca Podlaskiego. Nazwa pochodzi od rzeki Piszczanki. Jest to najstarsza część Międzyrzeca. Miała charakter rolniczego przedmieścia, który zachowała do połowy XX w. Główna ulica Józefa Piłsudskiego (dawniej 22 Lipca, Piszczanka, trakt drohicki) stanowiła do poł. XIX w. główny trakt wylotowy w kierunku Siedlec i Warszawy. Po zbudowaniu bitej drogi z Warszawy do Terespola trakt został przesunięty w miejsce ulicy Błońskiej (obecnie ul. Warszawska).